# Mastère Spécialisé
Mastère Spécialisé (MS) lub Specialized Master lub Advanced Master  stopień naukowy przyznawany po ukończeniu roku studiów podyplomowych, które po raz pierwszy zaczęły być organizowane we Francji w 1986, przez Konferencję Szkół Grande École (fr. Conférence des Grandes Écoles). Program obejmuje staż o długości co najmniej czterech miesięcy.
Program nauczania obejmuje dziedziny takie, jak przemysł lotniczy, komputer, biologia, zarządzanie.